# 15168 Marijnfranx
15168 Marijnfranx è un asteroide della fascia principale. Scoperto nel 1960, presenta un'orbita caratterizzata da un semiasse maggiore pari a 2,7636532 UA e da un'eccentricità di 0,0436093, inclinata di 5,07225° rispetto all'eclittica.
L'asteroide è dedicato all'astronomo olandese Marijn Franx.